# آدری فن مال
آدری فن مال (هلندی: Adri van Male; ۷ اکتبر ۱۹۱۰ – ۱۱ اکتبر ۱۹۹۰) بازیکن فوتبال اهل هلند بود.

## باشگاهی
از باشگاه‌هایی که در آن بازی کرده‌است می‌توان به باشگاه فوتبال فاینورد اشاره کرد.

## تیم ملی
وی همچنین در تیم ملی فوتبال هلند بازی کرده‌است.